# Lasha Salukvadze
Lasha Salukvadze (Tbilisi, 21 de dezembro de 1981) é um futebolista profissional georgiano, que atua como zagueiro. Atualmente joga no Inter Baku do Azerbaijão.

## Carreira
Lasha começou a carreira no Lokomotiv Tbilisi, tendo uma passagem pelo Rubin Kazan de 2005 até 2010.
Pela seleção georgiana teve sua estreia em 2004 e sendo constantemente chamado para amistosos e eliminatórias, fazendo dupla de zaga com Guram Kashia.